# Durio
Durio är ett släkte av växter i familjen Malvaceae. Flera arter producerar en ätbar frukt som kallas durian, den vanligaste arten är Durio zibethinus. Det finns 30 erkända arter i släktet Durio, men endast nio producerar ätbar frukt.

## Taxonomi
Släktet Durio har en omdiskuterad taxonomi. Vissa placerar den i familjen malvaväxter (Malvaceae), och där i underfamiljen Helicteroideae medan andra placerar den i familjen kapokväxter (Bombacaceae) eller i den egna familjen Durionaceae.
Släktet Durio beskrevs taxonomiskt första gången av Michel Adanson. Arter ur släktet hade beskrivits för vetenskapen sedan tidigare, bland annat av den portugisiske fysikern Garcia de Orta i Colóquios dos Simples e Drogas da India som publicerades 1563 och av den tyske botanisten Georg Eberhard Rumphius 1741.
Släktet har en komplex taxonomi som har reviderats många gånger och olika arter har förts till släktet eller omkategoriserats till andra släkten. Under 1700-talet förde den tyska botanisten Johann Anton Weinmann durian till släktet kastanjer (Castanea), då dess frukt liknar hästkastanjens och initialt fanns det också en viss förvirring kring släktskapet mellan durian och taggannona, då båda dessa frukter är gröna och taggiga. Värt att nämna är att det malajiska ordet för taggannona, durian Belanda, betyder holländsk durian.

## Arter
- Durio acutifolius (Mast.) Kosterm.
- Durio affinis Becc.
- Durio beccarianus Kosterm. & Soegeng.
- Durio bukitrayaensis Kosterm.
- Durio burmanicus Soegeng.
- Durio carinatus Mast.
- Durio crassipes Kosterm.
- Durio dulcis Becc.
- Durio excelsus (Korth.) Bakh.
- Durio grandiflorus Kosterm. & Soegeng
- Durio graveolens Becc.
- Durio griffithii (Mast.) Bakh.
- Durio kinabaluensis Kosterm & Soegeng
- Durio kutejensis Hassk. & Becc.
- Durio lanceolatus Mast.
- Durio lissocarpus Mast.
- Durio lowianus Scort. & King
- Durio macrantha Kosterm.
- Durio macrolepis Kosterm.
- Durio macrophyllus Ridl.
- Durio malaccensis Planch.
- Durio mansoni (Gamble) Bakh.
- Durio oblongus Mast.
- Durio oxleyanus Griff.
- Durio pinangianus Ridl.
- Durio purpureus Kosterm. & Soegeng.
- Durio singaporensis Ridl.
- Durio testudinars Becc.
- Durio wyatt-smithii Kosterm.
- Durio zibethinus L.